# Kayao (département)
Pour les articles homonymes, voir Kayao.
Pour le village chef-lieu, voir Kayao (Kayao).
Ne doit pas être confondu avec Kaya (département) ou Kayan (département).
Kayao est un département et une commune rurale de la province du Bazèga, situé dans la région du Centre-Sud au Burkina Faso.

## Démographie
En 2006, le département et la commune comptait 33 919 habitants.

## Villages
Le département et la commune de Kayao se compose de vingt-quatre villages, dont le village chef-lieu homonyme (données de population actualisées issues du recensement général de 2006) :
- Dapoury (1 382 habitants)
- Doundouni (4 285 habitants)
- Gomogho (576 habitants)
- Goumsa (506 habitants)
- Goumsin (2 089 habitants)
- Ilyalla (830 habitants)
- Kayao (2 240 habitants)
- Kilou (1 565 habitants)
- Kinkirou (710 habitants)
- Kossilci (2 402 habitants)
- Kossoghin (776 habitants)
- Koukoulou (1 757 habitants)
- Lado (1 161 habitants)
- Pinghin (727 habitants)
- Poa (787 habitants)
- Rellou (891 habitants)
- Sancé (1 297 habitants)
- Singdin (2 118 habitants)
- Sondré (946 habitants)
- Tim-Tim (1 344 habitants)
- Yada (1 120 habitants)
- Yallo-Gouroungou (1 744 habitants)
- Yéaoanga (1 983 habitants)
- Yellou (683 habitants)